# PirateLeaks
PirateLeaks byla website, která měla podle svých zakladatelů umožnit anonymní zveřejňování informací z českých úřadů a navázat tak na zveřejňování informací serverem WikiLeaks. Za své hlavní poslání označovala podporu otevřenosti českých úřadů a ministerstev, odstraňování utajování a zviditelnění jejich chodu a financí, veřejnou kontrolu a začlenění tématu otevřenosti do českého politického diskursu.
PirateLeaks založila a zaštiťovala Česká pirátská strana jako technickou platformu pro anonymní zasílání uniklých materiálů. Česká pirátská strana má pověst odborníků na technologie a Internet, kterou využila pro vytvoření bezpečného a anonymního systému.

## Princip
Stěžejní princip PirateLeaks je umožnění zveřejnění utajování informací z úřadů, korporací a jiných institucí zajištěním anonymity lidem, kteří mají přístup k takovým informacím a chtějí je zveřejnit. Server nenabádá veřejnost k zasílání takových informací. Svou roli vidí PirateLeaks jako médium, které není motivované ziskem a získané informace může sdílet s ostatními mediálními a vydavatelskými organizacemi.
Anonymitu zajišťují technickými prostředky předání dokumentů – šifrované a decentralizované sítě Tor a technickou redakcí dokumentů. Právě díky záruce anonymity jim zdroje důvěřují[zdroj⁠?!] a předávají materiály ke zveřejnění.
Redaktoři PirateLeaks ověřují autenticitu získaných informací, především u toho, koho se informace týká. Snižují tak možnost zneužití serveru k nekalým praktikám v konkurenčním boji. Motivují lidi, kteří posílají informace, aby zároveň doporučili vhodný způsob ověření autenticity informací. Autenticita informací, které poskytly úřady na základě informační žádosti, se neověřuje.
Česká pirátská strana je pevně přesvědčena, že účelem veřejné kontroly vlády není zveřejnit všechny informace. PirateLeaks má tedy stanovenu jasnou hranici, totiž že veřejné informace zveřejňuje a u soukromých informací přísně dbá na zachovaní soukromí – to znamená, že u politiků lze zveřejňovat informace, pokud mají zásadní význam pro veřejnost. Naopak informace o lidech, s nimiž kauza nesouvisí a materiál by narušil jejich soukromí, budou znečitelněny. PirateLeaks necenzuruje zprávy, ale čas od času může vypustit nebo anonymizovat část materiálů, případně zveřejnění detailů pozdržet, aby uchránili životy a soukromí nevinných lidí.

## Historie
Stránka byla spuštěna 21. prosince 2010, během prvního dne měla technické problémy způsobené přetížením serveru. První zveřejněné uniklé dokumenty pocházely z ministerstva kultury a Ústeckého kraje. Celostátní dopad mohly mít dokumenty z přípravy novely kopírovacího zákona, ukázkou regionálních témat byly doklady o podezřelém nákupu nemocničních zařízení v Ústí nad Labem. V dubnu 2011 zveřejnil server seznam dlužníků České konsolidační agentury, která vůči téměř 500 subjektům evidovala pohledávky za zhruba 20 miliard korun.
V březnu 2014 byla doména projektu na prodej.

## Kritika
Petr Koubský bezprostředně po spuštění serveru napsal pro deník E15 článek, ve kterém označuje PirateLeaks za "legitimní a nespolehlivý zdroj," ale zároveň poukázal na nutnost veřejné kontroly státu. Obsah zveřejněný při spuštění serveru prý nemá dostatečný význam a server nemůže oslovit širokou veřejnost pokud se o něj nezačnou více zajímat média.
Cyril Svoboda se v souvislosti se serverem obává pohledu ostatních zemí na Českou republiku, pro její "neschopnost" zabránit úniku informací. Rovněž se obává i zneužití cizími informačními službami. Bývalý ministr vnitra František Bublan vidí problém v nedostatečné ochraně dat.